# 199632 Mahlerede
A 199632 Mahlerede (ideiglenes jelöléssel (199632) 2006 GX1) a Naprendszer kisbolygóövében található aszteroida. Sárneczky Krisztián fedezte fel 2006. április 2-án.
Nevét Mahler Ede csillagászról és egyiptológusról kapta.